# Maison de Dragutin Vlajinac à Vranje
La maison de Dragutin Vlajinac à Vranje (en serbe cyrillique : Зграда старог начелства у Врању ; en serbe latin : Kuća Dragutina Vlajinca u Vranju) se trouve à Vranje, dans le district de Pčinja, en Serbie. Elle est inscrite sur la liste des monuments culturels de grande importance de la république de Serbie (identifiant no SK 296),,.

## Présentation

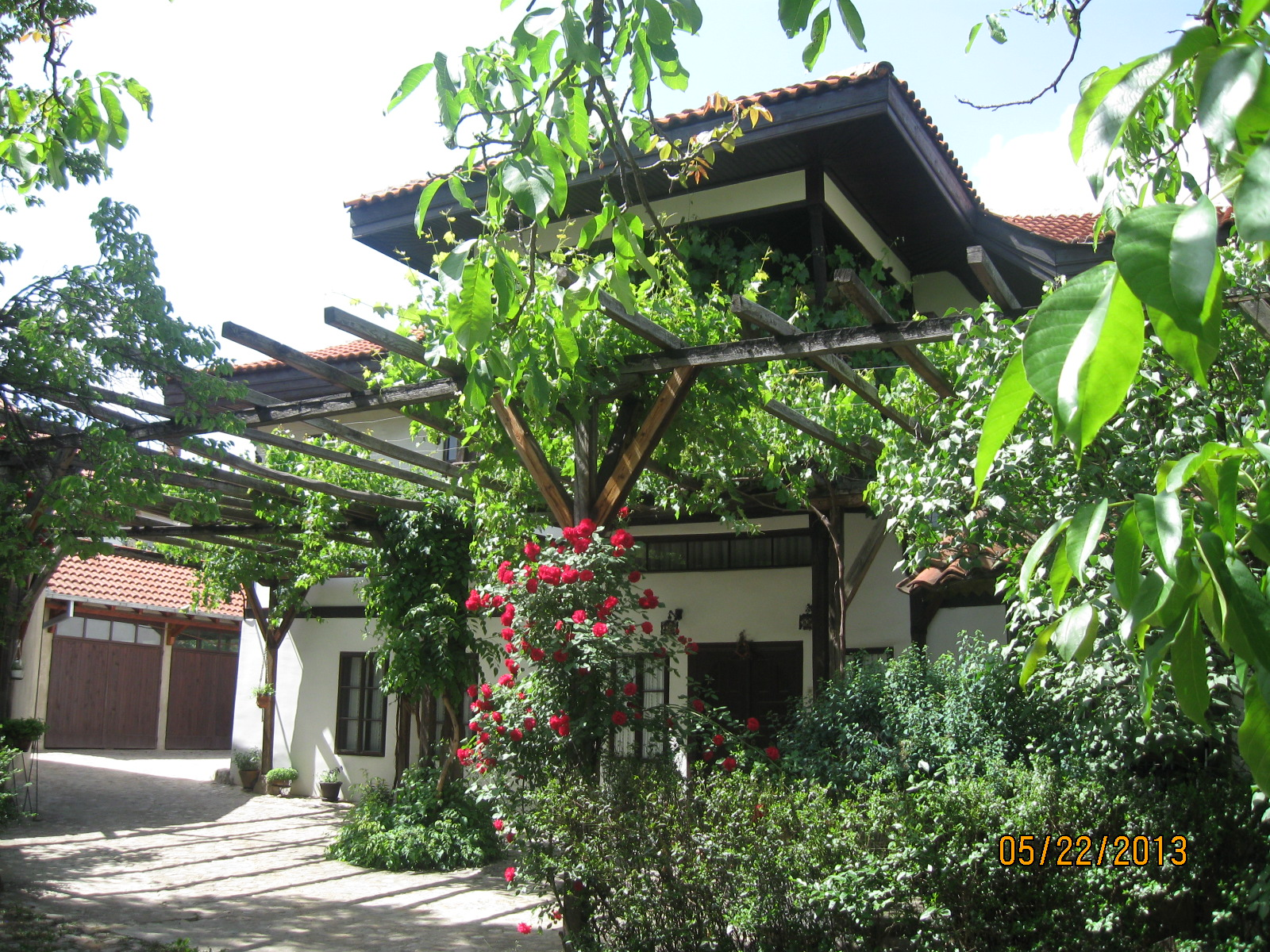
Autre vue de la maison.

Située en plein centre-ville, la maison a été construite en 1848 pour Janja Vlajinac (1817-1902), un riche marchand et industriel de Vranje, comme en témoigne une inscription figurant au-dessus de l'entrée du doksat (sorte de véranda-terrase),.
Dépourvue de sous-sol, elle est constituée d'un rez-de-chaussée et d'un étage ; le rez-de-chassée est construit en pierre tandis que l'étage a été bâti selon la technique des colombages avec un remplissage comportant de l'adobe,. Le toit à plusieurs pans est recouvert de tuiles et possède des puits pour la fumée et cinq cheminées,.
Dans la plupart des pièces se trouvaient à l'origine des placards en bois, dont certains couvraient des murs entiers ; le rez-de-chaussée du bâtiment abritait une cuisine avec une cheminée à foyer ouvert et un point d'eau,. De la riche décoration intérieure d'origine ne subsistent aujourd'hui qu'une partie des placards et le plafond d'une des pièces,.